# Manbij
Manbij (arabiska: منبج;; uttal: /manbiʓ/ eller /manbidʓ/) är en stad i norra Syrien, i Aleppoprovinsen, 30 kilometer väster om Eufrat. Vid 2004 år folkräkning var stadens invånarantal drygt 99 000, vilket gör den till en av de största städerna i provinsen. Invånarna är mestadels sunnimuslimska araber, kurder och tjerkesser.
Staden var ett viktigt kultcentrum under antiken, och låg under romersk tid utefter en viktig handelsväg mellan Medelhavet och Mesopotamien. Senare förstördes staden av flera erövrare, mest fullständigt av mongolerna på 1200-talet. Därefter låg staden öde tills sent 1800-tal, då orten åter började befolkas, först av invandrade tjerkesser. Under 1900-talet växte Manbij till en av norra Syriens största och viktigaste tätorter med sitt läge strax väster om Eufrat. 
Under syriska inbördeskriget har staden sedan 2012 varit kontrollerad av rebellstyrkor, sedan tidigt 2014 av Islamiska staten (IS). Sommaren 2016 var staden föremål för en offensiv från en arabisk-kurdisk koalition (SDF) för att återta staden från IS, och under augusti slutfördes offensiven med att IS drevs ut ur området.

## Etymologi
Mynt som präglades i staden före Alexander den Stores erövring av området nämner det arameiska namnet på staden som Mnbg ('vårplatsen'). För assyrierna var orten känd som Nappigu (Nanpigi).
Platsen skrevs som Bambyce på grekiska, och Plinius anger dess syriska namn som Mabog (även Mabog eller Mabbogh). Här fanns ett centrum för kulten kring den syriska gudinnan Atargatis, och det ledde till det senare grekiska namnet  Ἱερόπολις (Hieropolis) 'helgedomens stad' och slutligen Ἱεράπολις (Hierapolis) 'helig stad'.

## Historia

### Forntiden och antiken
Under araméerna ingick staden – under namnet Mnbg (Manbug) – i kungadömet Bit Adini. 859 f.Kr. erövrade assyrierna området, och den assyriske Shalmaneser III byggde ett kungligt palats på platsen, som gavs det nya namnet Lita-Ashur. Staden återerövrades 738 f.Kr. av den assyriske kungen Tiglath-Pileser III.

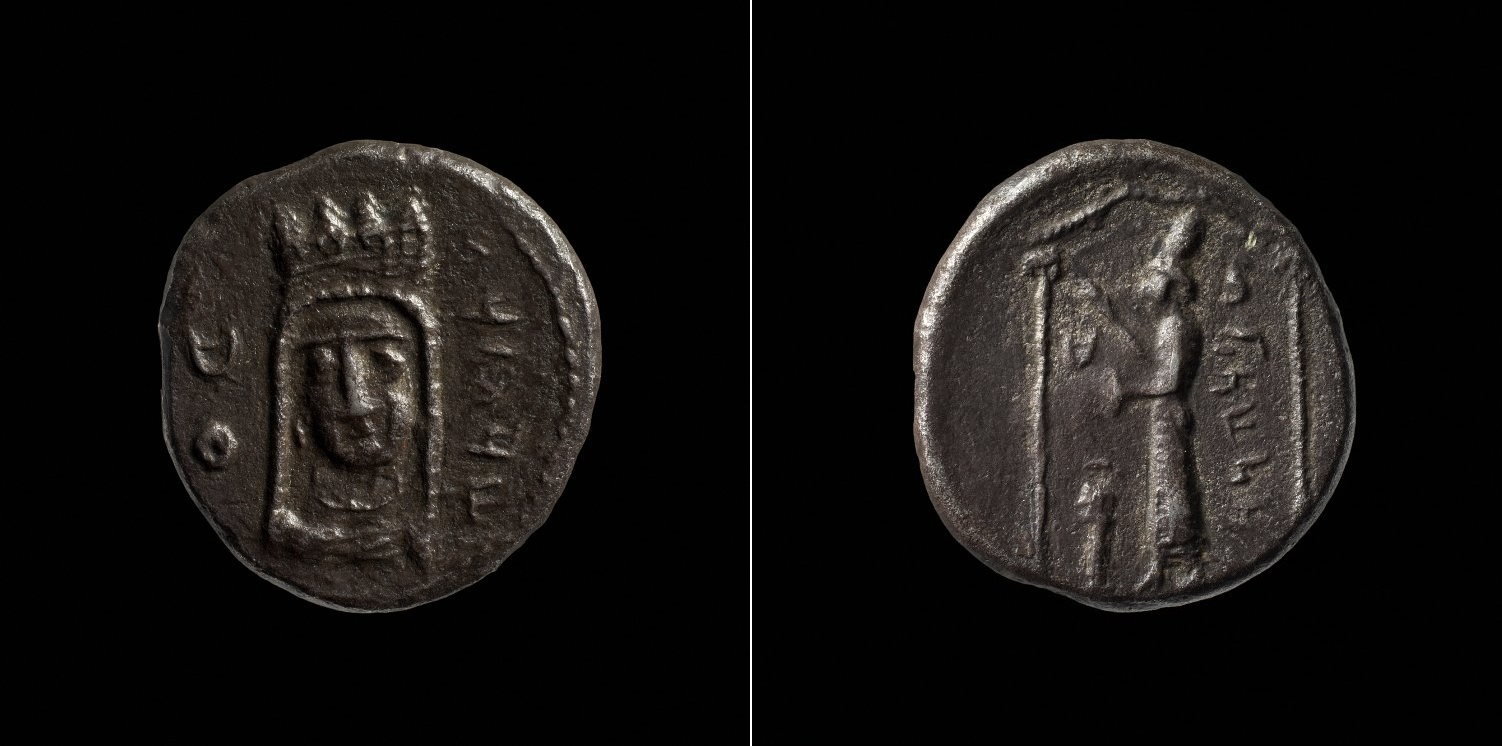
Prästkungen Abd-Hadads mynt.

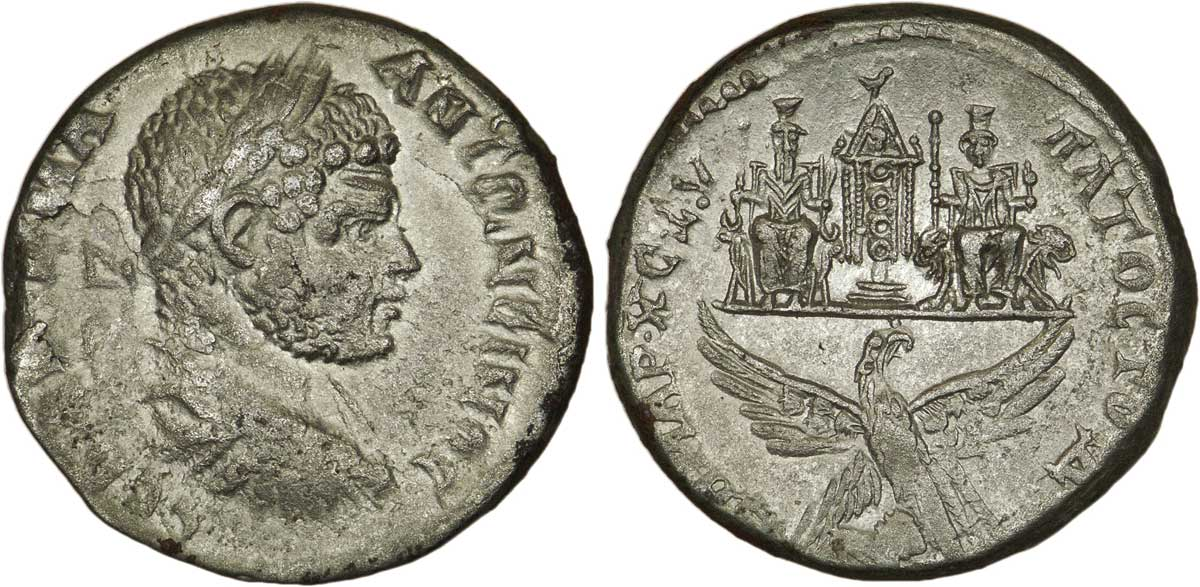
Antikt mynt präglat i Manbij.

Helgedomen kring Atargatis är äldre än den makedonska erövringen av staden, eftersom staden verkar ha varit residensort för en dynasti av arameiska prästkungar som styrde över orten i slutet av Akemenidiska riket. Två av dessa kungar är kända till namnet – 'Abyati och Abd-Hadad. Staden kom därefter att ingå i det seleukidiska riket, som gjorde staden till huvudort på handelsleden mellan Antiokia och Seleukia. Templet förstördes 53 f.Kr. av Crassus, på dennes fälttåg mot Partien.
Staden började prägla mynt på 300-talet f.Kr. Prästkungarnas mynt följdes av arameiska mynt med makedonska och seleukidiska härskare på bild. De visar antingen fram Atargatis som en byst med en krona eller ridandes ett lejon. Hon fortsatte att figurera på mynt till långt in på romersk kejsartid, vanligen visad i sittande ställning och med en puka i handen. Andra mynt innehåller en omgivande blomsterkrans.

### Medeltiden, fram till 1600-talet
På 300-talet e.Kr. fungerade staden som huvudstad för den romerska provinsen Euphratensis och som en av Syriens viktigaste städer. Procopius beskrevs staden som den viktigaste i Mellanöstern. Staden var då emellertid redan kraftigt förfallen när Julianus Apostata under samma århundrade samlade sina trupper där, före avfärden inför hans sista strid i Mesopotamien. Den sasanidiske kungen Khosrau I erövrade orten efter att den byzantinske kejsaren Justinianus I underlåtit att försvara den. Abbasidkalifatets Harun al-Rashid återlämnade staden i slutet av 700-talet, och därefter var staden omväxlande i händerna på byzantinare, araber och turkiska folk. Korstågsriddarna erövrade staden på 1100-talet från seldjukerna, men ayyubidernas sultan Saladin återerövrade den år 1175. Manbij blev senare högkvarter för den mongoliske härföraren Hulagu, vars styrkor slutligen förstörde staden.
Ruinerna efter den äldre staden Manbij är omfattande, men de daterar sig till största delen till muslimsk tid. Stadsmurarna byggdes av araberna, och inga ruiner av det stora templet finns kvar. Den mest noterbara reliken från antiken är den heliga sjön, där man än idag kan se stentrapporna ner i sjön på två sidor. Den första moderna beskrivning av staden av en västerländsk krönikor gjordes i Henry Maundrells Journey from Aleppo to Jerusalem (1699).

### 1700–1900-talet
Under Osmanska riket var Manbij ett distrikt i Aleppos sandjak och vilâyet.
1879, efter det rysk-turkiska kriget, invandrade en stor grupp av tjerkesser från Vidin till området, som då i stort sett var en ruinstad. Invandrarna grävde ut många antikviteter från ruinerna och sålde dessa på basarerna i Aleppo och Aintab. År 1911 listas alla ortens 1 500 invånare vara av tjerkessiskt ursprung.
| Vänster: Karta över Manbijoffensiven 2016 för att återta staden från IS. Höger: Manbijbor flyr staden och striderna den 20 juni 2016. |
| Vänster: Karta över Manbijoffensiven 2016 för att återta staden från IS. Höger: Manbijbor flyr staden och striderna den 20 juni 2016. |

| |  |  |
| Vänster: Strider under Manbijoffensiven. Höger: Bilbomb exploderar i Manbij. Båda videorna är från juni 2016. |  |  |

### 2000-talet
Före och i början av det syriska inbördeskriget hade Manbij en etniskt blandad befolkning av araber, kurder och sunnimuslimska tjerkesser (många anhängare av den sufiska orden Naqshbandi). Stadens sociopolitiska liv dominerades av dess större klaner. Klanledare tjänade som medlare och domare vid olika tvister i Manbij, medan Syriens polis och säkerhetstjänst i första hand ägnade sig åt mindre brottslighet. Stadslivet var förhållandevis liberalt, i jämförelse med andra städer med sunnimuslimsk majoritet i Alepporegionen.
20 juli 2012 erövrades Manbij av lokala rebellstyrkor, vilka därefter tog över administrationen av staden. I december samma år genomfördes ett lokalt val för att utse ett styre över staden.
I januari 2014 tog styrkor från Islamiska staten (IS) över staden, efter att ha kört ut de befintliga rebellstyrkorna. Staden utvecklades efter det till ett lokalt nav för handel med plundrade antikviteter och arkeologisk utrustning.
I juni 2016 drog den arabisk-kurdiska alliansen Syriska demokratiska styrkorna (SDS; engelska: SDF) igång en offensiv för att återta Manbij. Den 8 juni lyckades de omringa själva staden, som sedan dess varit under belägringstillstånd.
Den 20 juli hade nästan halva stadens befolkning flytt undan striderna i staden, som då delvis intagits av SDF-styrkor. De flyende befann sig i stadens utkant och hade så dags inte nåtts av några hjälpsändningar. Kvar bland striderna inne i Manbij fanns uppskattningsvis 25 000 stadsbor. Den internationella koalitionens styrkor inuti staden riktade in sig på IS stödjepunkter, men enligt rapporter hade även mer än 100 civila dödats under flygattackerna.
I mitten av augusti hade SDF helt tagit över kontrollen av staden och den omgivande regionen. Strax därefter lämnades den militära kontrollen av staden över till ett utsett stadsråd med representanter för de olika befolkningsgrupperna i Manbij.

## Religionshistoria

### Atargatiskulten
Atargatiskulten har beskrivits ingående i den grekiska skriften Peri tes Syries theou, möjligen författad av Lukianos från Samosata. Han beskrev bland annat helgedomen och behållaren med Atargatis heliga fisk. Enligt skriften inkluderade kulten även falliska inslag, med personer som tagit klosterlöften och små manliga figuriner av trä eller brons. Framför templet hade stora obeliskliknande fallosar rests, och en gång om året klättrade folk upp och lät dekorera dem.
Templet innehöll ett heligt rum dit endast präster hade tillträde. Runt ett stort bronsaltare var ett antal statyer utplacerade, och i förgården bodde ett stort antal heliga djur och fåglar (dock inga svin) av olika slag, djur som användes till djuroffer.
Cirka 300 präster tjänstgjorde i och kring helgedomen, förutom ett stort antal andra kultarbetare. Sjön vid helgedomen var centrum för religiösa festligheter, och det var regel för de invigda i kulten att simma ut i sjön och dekorera ett altare som stod i mitten av vattnet. Självstympningar och olika orgier ägde rum på tempelområdet, och första gången någon besökte staden och helgedomen blev personen föremål för en avancerad initiationsrit.

### Kristendom
Minst tio kristna biskopar från Hierapolis är kända till namnet. Bland de mest namnkunniga av dessa finns Alexander av Hierapolis (400-talet), en ihärdig förkämpe för nestorianism, som dog i exil i Egypten. Något senare verkade Filoxenos av Mabbugh, som var skriftlärd i miafysitismen, och Stefan av Hierapolis.
Under 500-talet hade stiftsstaden nio hjälpbiskopar. 13 olika jakobitiska ärkebiskopar finns omnämnda från 800- till 1200-talet. En latinsk biskop, Franco (1136), är känd.
| \| J \| F \| M \| A \| M \| J \| J \| A \| S \| O \| N \| D \| \| 68 10 2 \| 52 12 2 \| 44 17 6 \| 26 23 10 \| 21 29 14 \| 2 34 19 \| 0 37 22 \| 0 36 22 \| 2 33 19 \| 18 27 14 \| 28 19 7 \| 53 12 3 \| \| Genomsnittlig temperatur i °C (max. och min.) \| \| \| \| \| \| \| \| \| \| \| \| \| Nederbörd i mm. Årsnederbörd: 314 mm. \| \| \| \| \| \| \| \| \| \| \| \| \| Källa: temperatur[19], nederbörd[20] \| \| \| \| \| \| \| \| \| \| \| \| |         |         |          |          |         |         |         |         |          |         |         |
| J | F       | M       | A        | M        | J       | J       | A       | S       | O        | N       | D       |
| 68 10 2 | 52 12 2 | 44 17 6 | 26 23 10 | 21 29 14 | 2 34 19 | 0 37 22 | 0 36 22 | 2 33 19 | 18 27 14 | 28 19 7 | 53 12 3 |
| Genomsnittlig temperatur i °C (max. och min.) |         |         |          |          |         |         |         |         |          |         |         |
| Nederbörd i mm. Årsnederbörd: 314 mm. |         |         |          |          |         |         |         |         |          |         |         |
| Källa: temperatur, nederbörd |         |         |          |          |         |         |         |         |          |         |         |

## Geografi
Manbij är beläget 460 meter över havsnivån, i ett slättområde 30 kilometer väster om Eufrats floddal. Ett höjdomåde löper från nordväst till sydöst, 1–3 mil väster om staden. Regionen genomlöps av flera mindre bifloder till Eufrat.

### Klimat
Manbij har ett medelhavsklimat med heta somrar och inslag av inlandsklimat under vintern. Somrarna är heta och torra, medan vintrarna är svala och fuktiga med förekommande snöfall. Månaden med lägst dygnsmedeltemperatur är januari med 2–10 °C och månaden med den högsta dygnsmedeltemperaturen augusti med 22–37 °C. Snön faller vanligen i januari, februari eller december.
Under perioden juni till september är dagsmedeltemperaturen runt 35 grader Celsius, medan nederbörden i princip uteblir; enligt statistiken regnar det 4 millimeter under denna fyramånadersperiod.

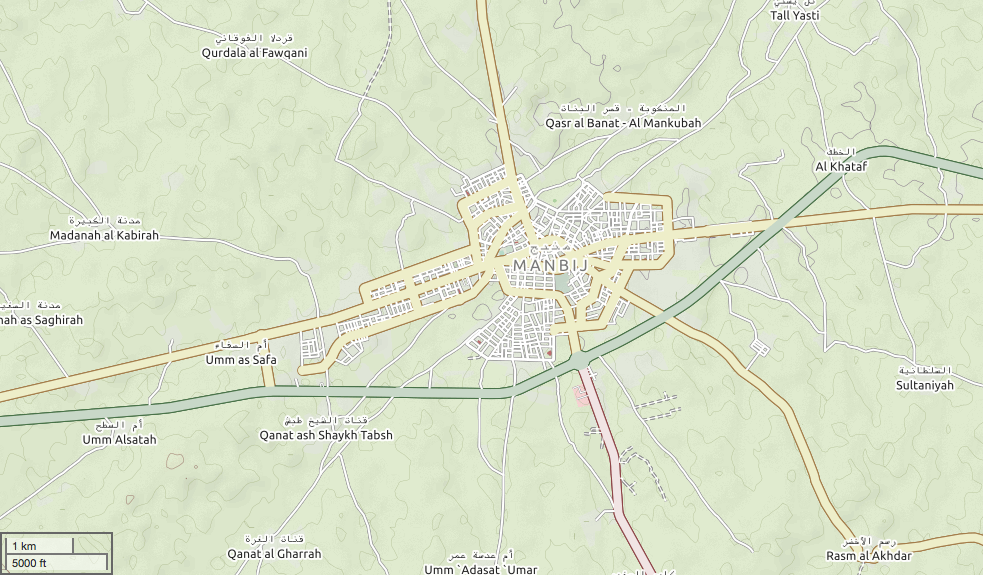
Karta över Manbij med omgivningar. Staden ligger i mötet mellan både väst-östliga och nord-sydliga vägar.

| Vänster: Karta över Manbij-distriktet (i gult) i Aleppo-provinsen. Höger: Karta över subdistriktet Nāḩiyat Markaz Manbij (i gult). |  | Vänster: Karta över Manbij-distriktet (i gult) i Aleppo-provinsen. Höger: Karta över subdistriktet Nāḩiyat Markaz Manbij (i gult). |
| Vänster: Karta över Manbij-distriktet (i gult) i Aleppo-provinsen. Höger: Karta över subdistriktet Nāḩiyat Markaz Manbij (i gult). |  | |

### Administrativ indelning
Staden Manbij är indelad i fyra olika distrikt – Ebû Qelqel, Ebû Kehef, Meskene och Xefsa. Manbij är centralort i Nāḩiyat Markaz Manbij (subdistriktet Mambij), liksom i det större Manbij-distriktet. Det senare hade år 2004 sammanlagt 408 143, varav en fjärdedel bodde i själva staden/kommunen Manbij.
Manbij-distriktet sträcker sig runt själva staden, söderut längs med Eufrats högra strand och ut mot Syriska öknen. Distriktets sydgräns är beläget i Aleppo-provinsens södra gräns mot Hama-provinsen. Distriktet täcker därmed områden som ligger uppemot 100 km söder om själva staden.

## Ekonomi och transporter
Staden är belägen i ett jordbruksområde i norra delen av Syrien. Vid sidan av fårskötsel odlas ett antal olika grödor, ur den blandning av grödor som karakteriserar Syriens jordbrukssektor: vete, korn, ärtväxter, olivträd, vindruvor, körsbär och citrusfrukter. 2010-talets syriska inbördeskrig har dock lett till stora svårigheter för jordbruksnäringen, delvis på grund av förstörda bevattningssystem, handelsproblem och en stor utvandring på grund av kriget.
Fler siloanläggningar finns runt i staden, och den stora siloanläggningen för spannmål i den södra utkanten av staden innehåller stadens högsta byggnader. Under 2016 års SDF-offensiv för att återta Manbij från IS stod hårda strider om den här siloanläggningen, som blev svårt skadad. Den som har kontrollen över anläggningen har en vid överblick över staden.
Manbij fungerar som en trafikknut utmed flera handelsvägar i norra Syrien. Österut löper vägarna mot Mosul och Bagdad i Irak, mot väster går vägen mot grannstäderna Al-Bab och Azaz, landets största stad Aleppo samt längre bort regionen vid Medelhavets kust. Mot norr löper vägen mot Jarabulus, gränsstad mot Turkiet, och över Eufrat går en bro mot regionen kring Kobane och övriga kurdiska områden i nordöstra delen av landet.
30 kilometer öster om Manbij har Eufrat dämts upp på flera ställen, vilket skapat ett antal stora vattenreservoarer och flera stora vattenkraftsanläggningar. Flera stora jordbruksprojekt har lett till att tiotusentals syrier invandrat till regionen från andra delar av landet.
Under IS utvecklades staden på grund av sin strategiska position till en viktig central för terrorgruppens smugglingsoperationer.

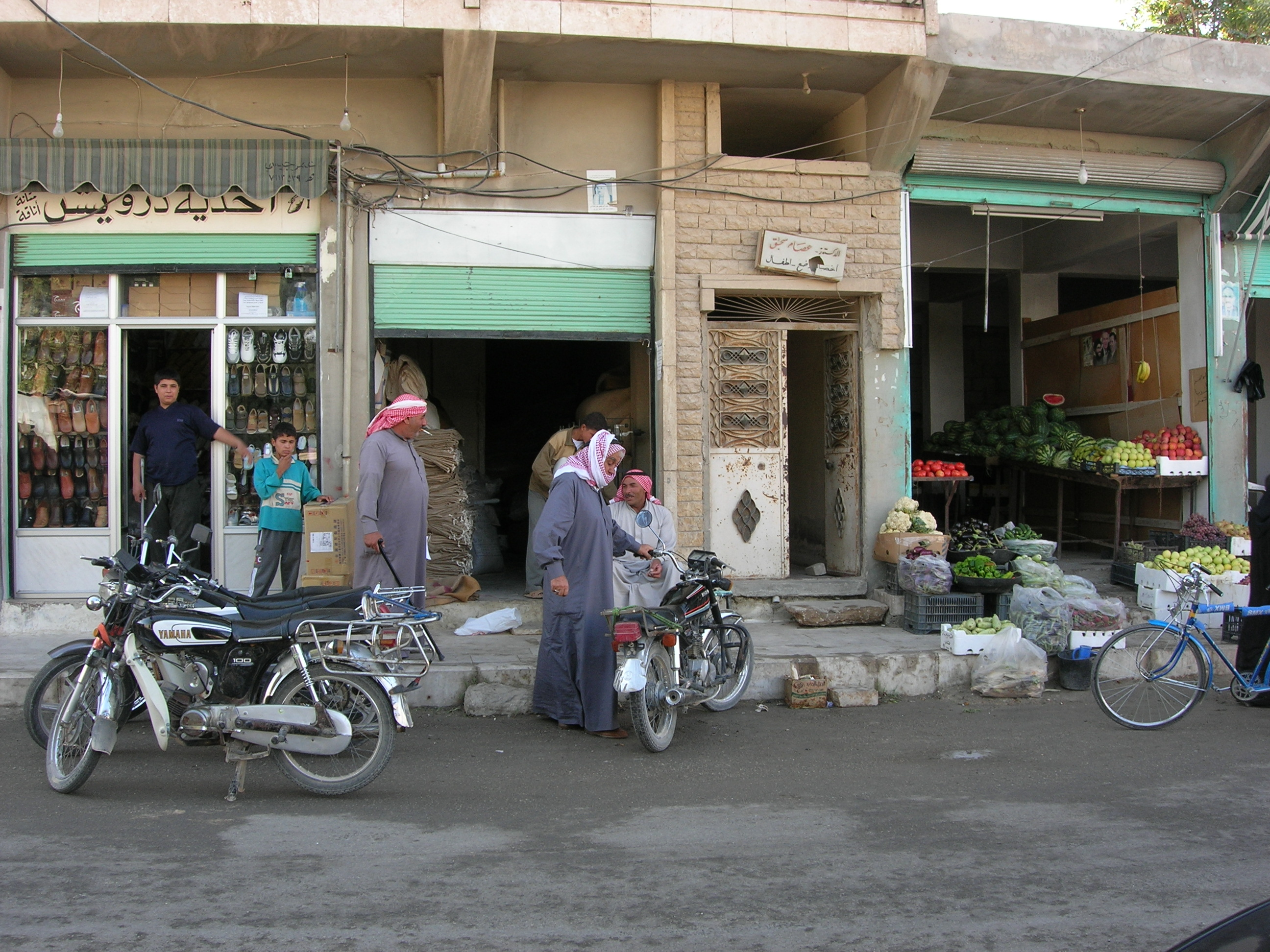
Gatuliv i Manbij, anno 2005.

## Demografi och samhällsliv
Manbij har en blandad befolkning, år 2004 om sammanlagt 99 497 invånare. Den började återbefolkas av tjerkesser i slutet av 1800-talet, men sedan dess har alltfler araber och kurder bosatt sig i staden. Numera (källa från 2016) består Manbijs befolkning till 65 procent av araber, 25 procent av kurder och 5 procent av tjerkesser. 2 procent tillhör övriga folkslag.
Stadens befolkning är till största delen sunnitisk. Enligt uppgift var staden fram till syriska inbördeskrigets utbrott 2011 tämligen välmående och med en öppen kultur. Under inbördeskrigets gång skärptes motsättningarna mellan olika folkgrupper, sedan sharia fått en större roll i rättsskipningen. Tendenser till etnisk rensning av den kurdiska befolkningen utvecklades genom återkommande omflyttningar och massakrer.
När grupper kopplade till Islamiska staten tog över Manbij och den omgivande regionen i början av 2014 skärptes motsättningarna ytterligare. Invånarna tvangs följa IS regler och deras egna shariadomstolar för att få tillgång till säkerhet, livsmedel och olika tjänster. Tillgången på energi- och vatten försämrades, och stadslivet försvårades avsevärt. Inför och under 2016 års Manbijoffensiv kom staden att utsättas för allt mer intensiva bombräder från den internationella koalitionen, och själva offensiven innebar en belägring av staden med ytterligare försämrad säkerhet och tillgång till olika livsnödvändigheter. Under fyramånadersperioden juni–september regnar det normalt endast cirka 4 mm, medan medeltemperaturen dagtid håller sig kring 35 grader Celsius.
Nöjeslivet i staden före det syriska inbördeskriget liknade mer motsvarigheterna i andra länder runt Medelhavet, med stor rörlighet för kvinnor och stort kvinnligt deltagande i det offentliga livet. Under IS var kvinnorna förbjudna att gå ut utan sällskap av en nära släkting. Påbjuden klädsel för kvinnor var en heltäckt dräkt av typen niqab eller burqa.
Under IS var rökning förbjuden, liksom nöjen av typen TV, musik och film. Kravet för män att besöka moskén fem gånger om dagen för bön påbjöds med strikthet.